# Brachiones przewalskii
Genre
Espèce
Statut de conservation UICN

 LC  : Préoccupation mineure
La Gerbille de Przewalski (Brachiones przewalskii) est la seule espèce du genre Brachiones. Ce rongeur de la famille des Muridés est une gerbille localisée au nord de la Chine.

## Publication originale
- Büchner : Wissenschaft Result Przewalski Reisen (supra p 4) Zool Theil-Saugeth 1889.